# Weingartia fidana subsp. cintiensis
Weingartia fidana subsp. cintiensis ist eine Unterart der Pflanzenart Weingartia fidana in der Gattung Weingartia aus der Familie der Kakteengewächse (Cactaceae).

## Beschreibung
Weingartia fidana subsp. cintiensis wächst sprossend mit dunkel- bis olivgrünen Körpern. Diese erreichen bei Durchmessern von 10 Zentimetern Wuchshöhen von bis zu 20 Zentimetern und besitzen eine bis 12 Zentimeter lange, nicht sehr stark verdickte Pfahlwurzel. Die etwa 11 Rippen sind niedrig und rundlich gehöckert. Es sind 1 bis 2 Mitteldornen vorhanden, die jedoch auch fehlen können. Die 5 bis 10 Randdornen sind gekrümmt und abstehend. Sie sind graubraun, bräunlich oder bis gelblich strohfarben und 5 bis 7 Zentimeter lang.
Die gelben Blüten sind schlank trichterförmig und erscheinen in der Nähe des Scheitels. Sie sind bis 6 Zentimeter lang und besitzen Durchmesser von bis zu 3 Zentimetern. Die kugelförmigen bis länglichen Früchte sind grünlich, vertrocknen bei Reife lederartig und reißen seitlich oder an der Basis auf.

## Verbreitung und Systematik
Weingartia fidana subsp. cintiensis ist im bolivianischen Departamento Chuquisaca von Camargo bis Impora in Höhenlagen von 2200 bis 3200 Metern verbreitet.
Die Erstbeschreibung wurde 1958 von Martín Cárdenas veröffentlicht. John Donald Donald stellte die Art 1979 als Unterart zur Art Weingartia fidana. Weitere nomenklatorische Synonyme sind Gymnocalycium cintiense (Cárdenas) Hutchison (1959), Sulcorebutia cintiensis (Cárdenas) F.H.Brandt (1976) und Rebutia fidana subsp. cintiensis (Cárdenas) D.R.Hunt (1997).

## Nachweise